# Megastethodon intermedius
Megastethodon intermedius är en insektsart som beskrevs av Victor Lallemand 1939. Megastethodon intermedius ingår i släktet Megastethodon och familjen spottstritar. Inga underarter finns listade i Catalogue of Life.